# Australia–ASEAN Power Link
Dự án Australia–ASEAN Power Link (AAPL) là một dự án cơ sở hạ tầng điện lực được đề xuất bao gồm nhà máy điện mặt trời lớn nhất thế giới, pin lớn nhất thế giới, và cáp điện ngầm dưới biển dài nhất thế giới. Một trang trại điện mặt trời ở Lãnh thổ Bắc Úc sẽ sản xuất 10 gigawatt điện năng, phần lớn sẽ được xuất cho Singapore và Indonesia bằng một đường dây truyền tải HVDC dài 4.500 km (2.800 mi). Một viên pin 30 GWh dự kiến sẽ dùng để dự trữ năng lượng nhằm giải quyết tình trạng ánh sáng thay đổi trong ngày.
Dự án AAPL được đầu tư phát triển bởi công ty Singapore, Sun Cable, và dự kiến sẽ đi vào hoạt động năm 2027.

## Thiết kế
Nhà máy điện mặt trời sẽ nằm ở Lãnh thổ Bắc Úc, gần thị trấn Tennant Creek ở Barkly Region, sử dụng các môđun điện quang thiết kế bởi công ty 5B của Úc và chế tạo sẵn ở một nhà máy được dự kiến tại Darwin. Các tấm pin mặt trời sẽ bao phủ một diện tích rộng 15.000 ha tại một trong những khu vực có tiềm năng điện mặt trời tốt nhất thế giới. Một đường dẫn điện treo dài 800 km (500 mi) sẽ truyền tải 3 GW đến Darwin, rồi tiếp tục được truyền đi bằng một đường dây 2,2 GW dưới biển dài 3.700 km (2.300 mi) đến Singapore.
Pin tại nhà máy, Darwin, và Singapore, sẽ cung cấp điện tải để phát suốt cả ngày lẫn đêm.
Năm 2015, Singapore sản xuất 95% lượng điện năng tiêu thụ từ khí thiên nhiên, nhưng hiện đang tìm cách để giảm lượng khí thải nhà kính của quốc gia. Dự án AAPL có thể cung cấp 20% nhu cầu điện của Singapore, mà không sản sinh ra khí CO2.

## Phát triển
Dự án ban đầu được gọi là Australia–Singapore Power Link, do đường dây tải điện sẽ kết nối hai quốc gia này. Dự án được đổi tên thành Australia–ASEAN do có khả năng sẽ cung cấp điện cho cả Indonesia.
Sun Cable dự kiến chuẩn bị nguồn vốn cuối năm 2023, và bắt đầu khởi công vào năm sau. Dự án có tổng chi phí dự tính là 22 tỷ đô la Úc (16 tỷ đô la Mỹ). Những nhà đầu tư đầu tiên bao gồm các tỷ phú Mike Cannon-Brookes và Andrew Forrest.
Tháng 7 năm 2019, dự án nhận được cập nhật từ chính phủ Lãnh thổ Bắc Úc, bảo đảm sự ủng hộ của người dân địa phương cho việc phát triển và xây dựng dự án. Chính phủ Úc cũng xác nhận trạng thái dự án vào tháng 7 năm 2020, xúc tiến thi công bằng việc hỗ trợ hợp tác và giấy phép. Chính phủ Singapore chưa cho phép dự án, nhưng các lợi ích của nó bao gồm sự ổn định lâu dài về giá điện, tiềm năng trở thành trạm giao thương năng lượng tái tạo trong mạng lưới điện Đông Nam Á, và góp phần đáp ứng yêu cầu cắt giảm khí thải nhà kính theo Hiệp định Paris.
Việc thăm dò dưới biển sẽ diễn ra trong năm 2020 bởi Guardian Geomatics.
Việc thi công dự kiến sẽ cần 1.000 nhân công, và vận hành dự án sẽ tạo ra 300 việc làm cho Lãnh thổ Bắc Úc.
Úc hiện là nước xuất khẩu than lớn nhất thế giới. Dự án AAPL, cùng với dự án điện gió và mặt trời Asian Renewable Energy Hub được đề xuất ở Pilbara, sẽ giúp nước này trở thành "siêu cường xuất khẩu năng lượng xanh".